# Juana Maria
Juana Maria (f. 19 de octubre de 1853), más conocida como la Mujer Solitaria de la Isla de San Nicolás (su nombre original es desconocido) fue una mujer americana nativa, a quien se consideró como la última superviviente de la tribu nicoleña. Vivió sola en la Isla San Nicolás situada en el canal de California desde 1835 hasta su rescate en 1853. La novela para niños "La isla de los delfines azules" de Scott O'Dell está inspirada en su historia. Podría haber sido la última hablante nativa de la lengua nicoleña.

## Biografía
Las Islas del Canal de California habían sido habitadas desde mucho tiempo atrás, con la colonización americana nativa que ocurrió hace 10.000 años o más temprano. Cuando se produjo el primer contacto con los europeos, dos grupos étnicos distintos ocupaban el archipiélago: los Chumash, quienes se mantuvieron en el norte y los Tongva (tribu dentro de la cual se encontraban los nicoleños) en las islas del sur. Alrededor del año 1540 el conquistador portugués Juan Rodríguez Cabrillo exploró la costa de California, reclamándolo en nombre de la corona española.

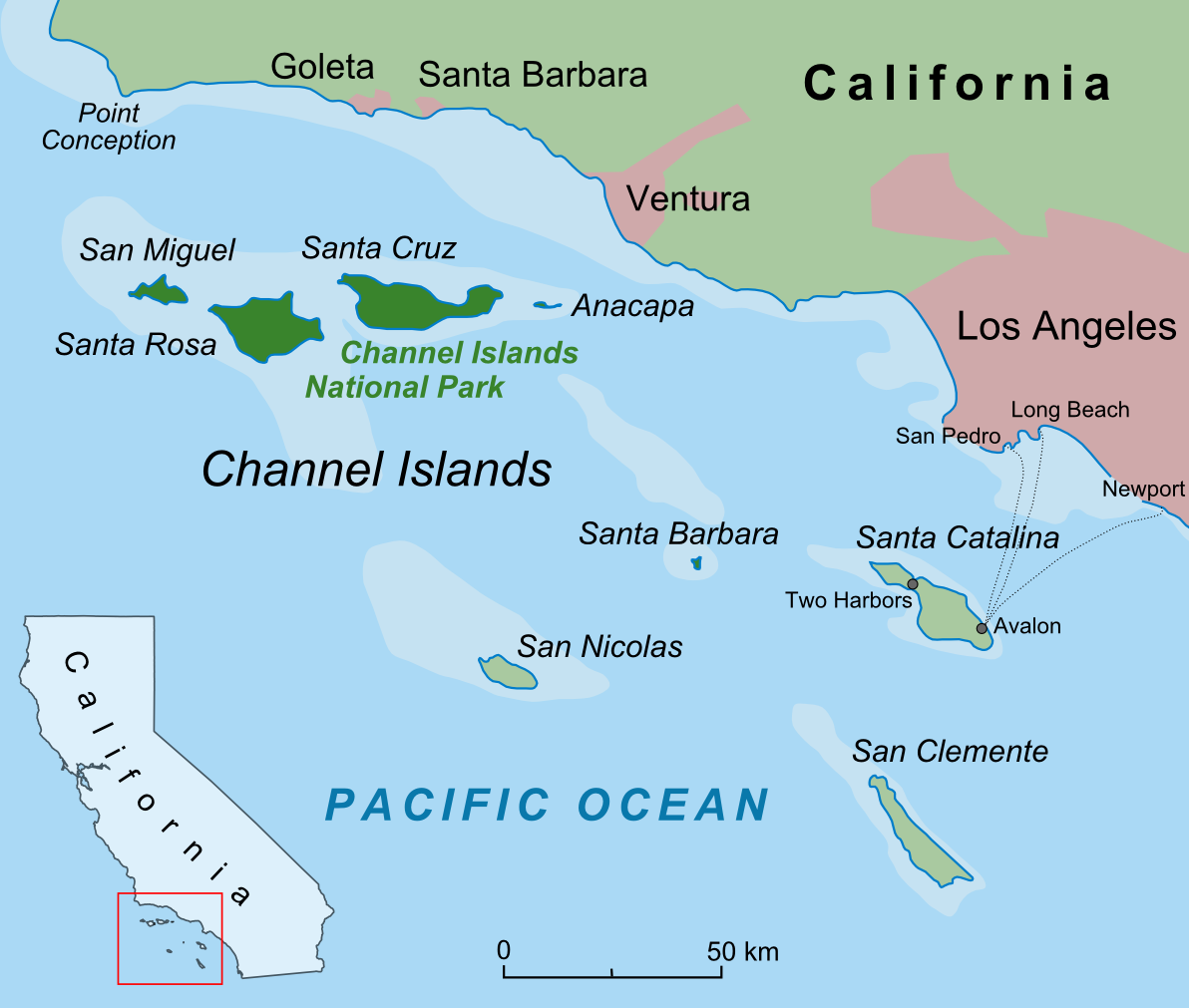
San Nicolás es la más remota de las Islas del Canal del Sur (mostradas en verde claro). Tiene un clima semiárido y está localizado a 60 millas (97 km) de la costa californiana.

### Llegada de los cazadores de pieles
En 1814, un grupo de nativos de Alaska (aleutianos) dedicados a la caza de nutrias para la obtención de su piel, masacraron a la mayoría de los nativos de las islas del Canal, tras acusarlos de haber asesinado a uno de los cazadores.
A pesar de la especulación que proclama que los padres franciscanos de las misiones californianas reclamaban el traslado de los nicoleños de las islas, no existen evidencias que lo respalden. Las misiones que experimentaban secularización en los años 1830 no tenían sacerdotes franciscanos en la Misión San Gabriel, a mediados de 1835 a través de primavera de 1836 para recibir cualquier nicoleño traído al continente. A fines de 1835, la goleta Peor es nada, comandada por Charles Hubbard, dejó California del Sur para sacar las personas restantes que seguían en la isla de San Nicolás.
Al llegar en la isla, la partida de Hubbard (en la que se encontraba Isaac Sparks), reunió los indios en la playa y los trajo a bordo. Juana María no fue entre ellos. Se piensa que esto pudo deberse a que pareció una fuerte tormenta que hizo que la tripulación temiese zozobrar en las rocas, por lo que la dejarían atrás. 
Una versión más romántica dice que Juana María cayó al agua después de darse cuenta de que su hermano más joven había quedado rezagado. A pesar de que arqueólogo tomó notas Steven J. Schwartz con "La historia de su caída al agua no aparece hasta los años 1880... Por entonces la era victoriana estaba en camino, y la literatura aún estaba floreciendo, incluso con sabor romántico." Esta versión está grabada por el salvador eventual de Juana María, George Nidever, quien oyó él de un cazador quien había sido en el Peor es nada.

### Descubrimiento
Según Emma Hardacre, hay diferentes relatos en cuanto al descubrimiento de la Mujer Solitaria. El primer ser que lo intentó fue el Padre José González Rubio de la Misión de Bárbara de la Santa quien ofreció a Carl Dittman $100 para encontrarle. El segundo y que parece ser del relato  original fue George Nidever quien declara padre José González Rubio pagó un Thomas Jeffries $200 para encontrar Juana María, aunque sin éxito. Aun así, los cuentos dichos para regresar dirigido a capturar la imaginación de George Nidever, él fue quien lanzó varias expediciones de sus propios recursos. Pero sus primeros dos intentos fallaron para encontrarle, sin embargo en su tercer intento en el otoño de 1853, uno de los hombres de Nidever, Carl Dittman, halló huellas humanas descubiertas en la playa y piezas de grasa de foca que habían sido puestas a secar.
La investigación más lejana dirigió al descubrimiento de Juana María, quien se mantenía en la base de la isla, en una choza parcialmente construida de huesos de ballena. Estaba vestida con una falda hecha plumas de cormoranes. Se cree que ella también vivió en una cueva cercana.
Después, Juana María estuvo integrada a la Misión de Santa Bárbara, pero era sólo capaz de comunicarse con tres o cuatro miembros restantes de su tribu. El local Chumash los indios no le podrían entender, así que la misión enviada para un grupo de Tongva quien anteriormente se había mantenido a base de Isla de Catalina de la Santa, pero eran ineficientes también. Cuatro palabras y dos canciones grabaron de Juana María sugiere que hable uno del Uto-Aztecan las lenguas nativas a California del Sur, pero no es aclarar a qué rama está relacionado. Una Universidad de California, estudio de Los Ángeles por lingüista Pamela Munro centrando en las palabras y las canciones sugiere que su lengua era más similar a aquellos del Luiseños de Condado de San Diego del Norte y del Juaneños San Juan cercano Capistrano. Ambos agrupaciones comerciaban con el San Nicolás islanders y sus lenguas pueden haber tenido alguna influencia. Esta evidencia, cuando tomado globalmente, sugiere que Juana María era un nativo Nicoleño.

### Vida en la  Misión de Santa Bárbara

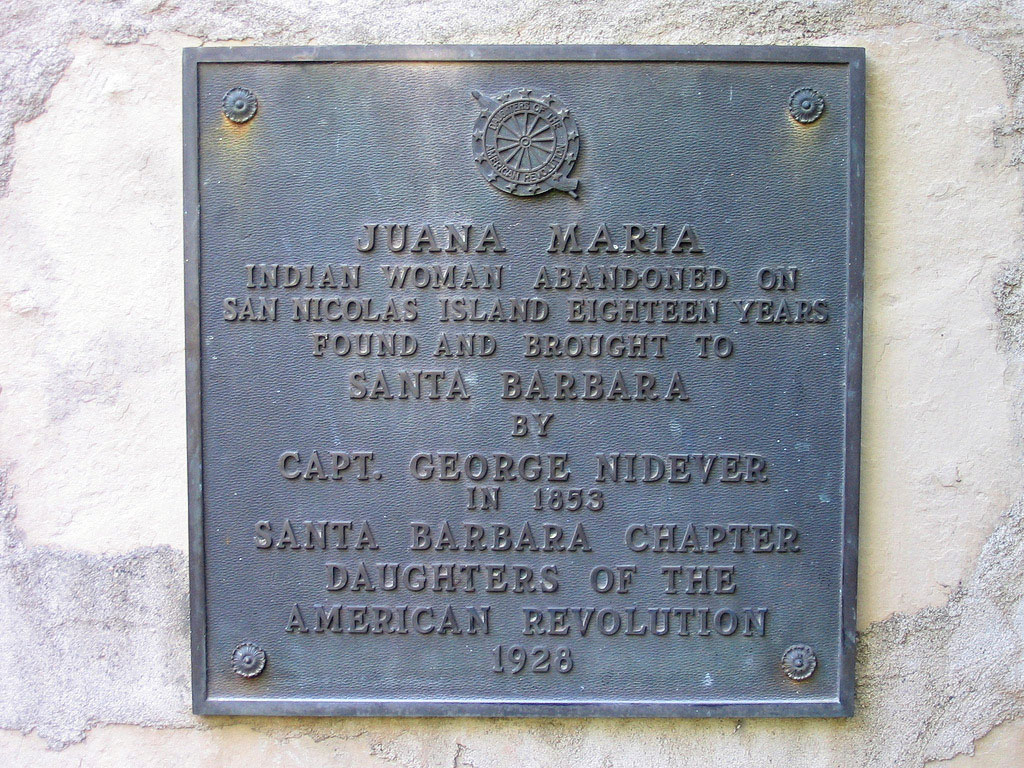
Una placa que conmemora a Juana María en el cementerio de Misión de Bárbara de Santa, colocado allí por las Hijas de la Revolución americana en 1928.

Según se dice, Juana María estaba fascinada y estupefacta a su llegada, ante la vista de caballos, junto con la comida y la ropa europea. Le fue permitido quedarse con Nidever, quien  la describió como una mujer de "altura de media, algo gruesa..., de aproximadamente 50 años, pero todavía fuerte y activa. Su cara complacía tan continuamente sonría. Sus dentadura estaba completa pero desgastada."
Juana María aparentemente disfrutó las visitas de los curiosos residentes de Santa Bárbara, cantando y bailando para sus audiencias. Una de las canciones que cantó públicamente la llamó "Toki Toki". El conocimiento de esta canción provino de un ventureño llamado Malquiares (un cazador de nutria que se había unido a Nidever en la expedición a la isla) que había oído cantar a Juana María. Malquiares más tarde recitó las palabras a su amigo Fernando Kitsepawit Librado (1839@–1915). La letra de la canción es la siguiente:

Toki Toki yahamimena (×3)
weleshkima nishuyahamimena (×2)
Toki Toki ... (continue as above)

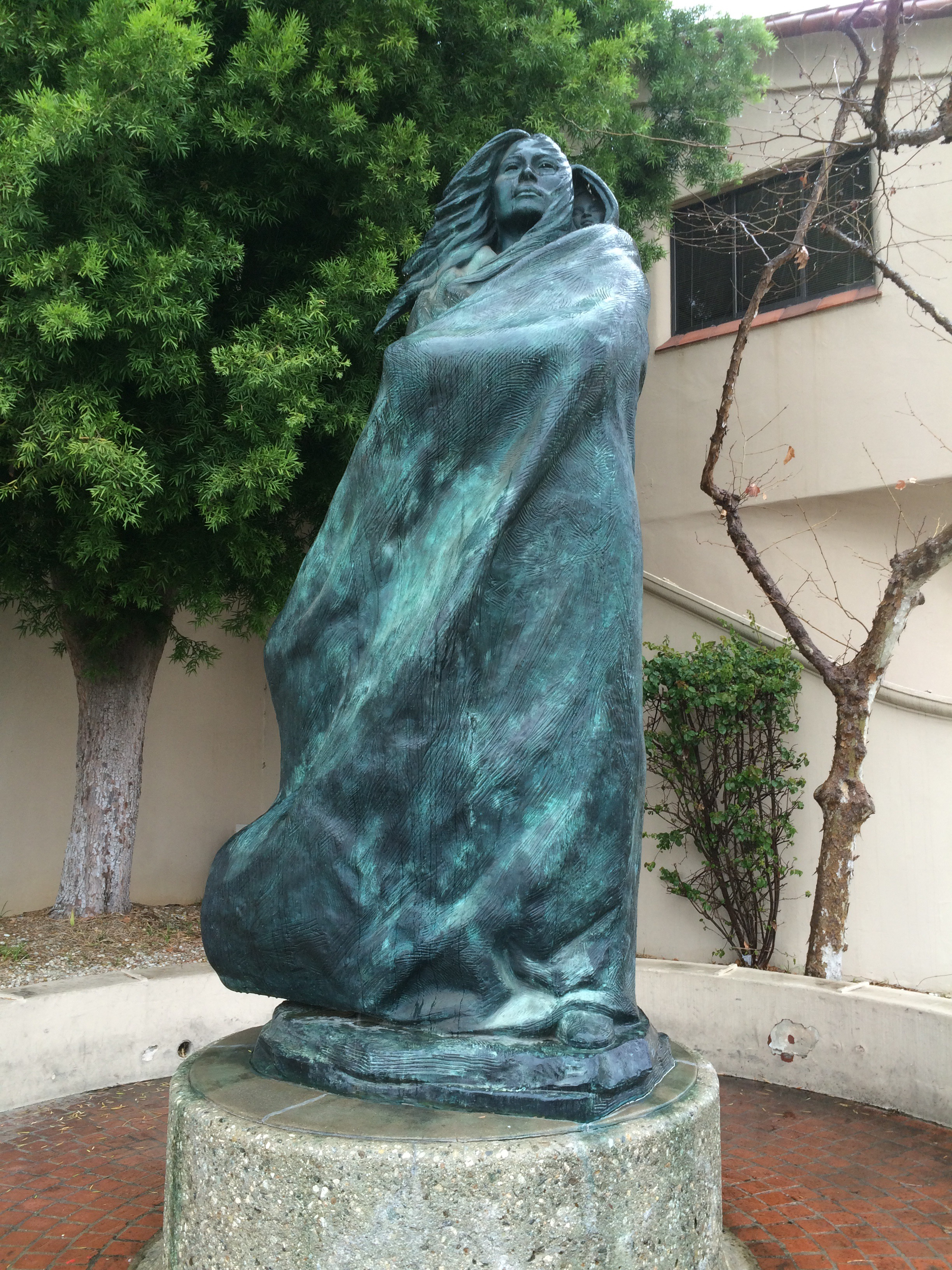
Estatua de Juana María y un niño en Santa Bárbara, California, en la intersección de Calle de Victoria y de Calle Estatal

Librado recitó las palabras a un indio cruzeño llamado Aravio Talawiyashwit, quien les tradujo así: "vivo contenta porque puedo ver el día cuando podré salir de esta isla;". Aun así, dada la carencia de cualquier otra información acerca de la lengua de Juana María, la exactitud de esta traducción es dudosa, o quizás era una suposición intuitiva. El antropólogo y lingüista John Peabody Harrington grabó a Librado cantando la canción en un cilindro de cera en 1913.
La mujer salvaje que fue encontrada en la isla de San Nicolás, aproximadamente 70 millas de la costa oeste de Santa Bárbara, está ahora en este último sitio y se la vé como toda una curiosidad. Está confirmado que ella estuvo 18 a 20 años sola en la isla. Está vestida con pieles y plumas de patos salvajes cosidas con tendones e impermeabilizada con la grasa del pez-concha. No puede hablar cualquier lengua conocida, es guapa y sobre la edad media. Parece para estar contenta en su nuevo hogar junto a las buenas personas de Santa Bárbara.

### Muerte
Justo siete semanas después de llegar a tierra, Juana María murió de disentería en Garey, California. Nidever reclamó por la falta de maíz verde, vegetales y fruta fresca después de años de pequeños nutrientes, la comida causó la enfermedad severa y finalmente fatal. Antes de que muriera, el Padre Sánchez bautizó y cristianizó su con el nombre español Juana María. Está enterrada en una tumba sin demarcar en el Nidever, parcela familiar en el cementerio perteneciente a la  Misión de Santa Bárbara. El Padre González Rubio hizo la entrada siguiente en el libro de la Misión de Entierros: "En octubre 19 de 1853 dio entierro eclesiástico en el cementerio a los restos de Juana María, la mujer india traída de San Nicolás Isla y, desde entonces no había nadie quien pudiera entender su lengua, está bautizada condicionalmente por Fr. Sánchez." En 1928, una placa que le conmemora estuvo colocada en el sitio por las Hijas de la Revolución americana.
La cesta de agua de Juana María, que contenía ropa y varios artefactos, incluyendo agujas de hueso, los cuales habían sido traídos de la isla, eran parte de las colecciones de la Academia de California de Ciencias, pero estuvo destruido en el 1906 terremoto de San Francisco y fuego. Su vestido conmemorativo de pluma fue aparentemente enviado al Vaticano, pero aparece que ha sido perdido.

## Hallazgos arqueológicos
En 1939, los arqueólogos descubrieron el arco de huesos de ballena elaborado por Juana María, su cabaña de hueso al norte de la isla de San Nicolás, exactamente en el punto más alto de la isla. La ubicación de la cabaña puntualmente emparejó las descripciones que fueron dejadas por Nidever. En 2012, el arqueólogo Steven J. Schwartz informó encontrar un sitio que puede haber sido la cueva de Juana María. En 2009, un arqueólogo de la Universidad de Oregón Jon Erlandson encontró dos cajas de secoyas de estilo nicoleño que se erosionaban desde un acantilado marino, cubiertas por una costilla de ballena y asociadas con varias botellas de agua tejidas recubiertas de asfalto, y amenazadas de destrucción por las tormentas de invierno.
El sitio está localizado en la costa de noroeste de San Nicolás, donde se creía que Juana María permaneció mucho de su tiempo. Las cajas, recuperadas por Erlandson, René Vellanoweth, Lisa Thomas-Barnett, y Troya Davis, tenían un contenido de más de 200 artefactos, incluyendo pájaro-racimos de hueso, platos de concha de la oreja de mar y ganchos de pez, soapstone ornamentos, sandstone abraders, ocre rojo y puntos de proyectil del vaso y artefactos de meta. 
En 2012, el arqueólogo Navy Steven Schwartz, trabajando con Vellanoweth y su alumnado de California Universidad Estatal, Los Ángeles, encontraron enterrados restos largo de una cueva india perdida, donde Juana María también pudo haber vivido. La búsqueda arqueológica en la cueva ha sido parada, aun así, en la petición del Pechanga Banda de Luiseno indios, reclama afiliación cultural con los residentes antiguos de la isla.

## Legado
La isla de los Delfines Azules de Scott O'Dell estaba basada en la historia de Juana María. El protagonista de la novela, Karana, afronta muchas de las pruebas que Juana María debió haber soportado mientras estuvo sola en San Nicolás. En la versión cinematográfica de 1964, la actriz americana Celia Kaye interpretó a Karana.